# Point Break - na fali
Point Break - na fali (ang. Point Break) – amerykański film akcji  z 2015 roku. Remake filmu Na fali z 1991 roku. 

## Fabuła
Młody agent FBI dostaje zadanie zinfiltrowania grupy zajmującej się sportami ekstremalnymi, która jest podejrzana o dokonywanie zorganizowanych napadów na korporacje.

## Obsada
- Édgar Ramírez - Bodhi
- Luke Bracey - Johnny Utah
- Ray Winstone - Angelo Pappas
- Teresa Palmer - Samsara Dietz
- Matias Varela - Grommet
- Clemens Schick - Roach
- Tobias Santelmann - Chowder
- Max Thieriot - Jeff
- Delroy Lindo - Instruktor Hall
- Nikolai Kinski - Pascal Al Fariq
- Glynis Barber - Dyrektor wydziału dochodzeniowego FBI
- Steve Toussaint - Dyrektor FBI
- James Le Gros - Dyrektor FBI
- Bojesse Christopher - Dyrektor FBI

i inni. 

## Odbiór

### Box office
Budżet filmu jest szacowany na 105 milionów dolarów. W Stanach Zjednoczonych i w Kanadzie film zarobił blisko 29 mln USD. W innych krajach przychody wyniosły prawie 105 mln, a łączny przychód blisko 134 mln dolarów.

### Krytyka w mediach
Film spotkał się z negatywną reakcją krytyków. W serwisie Rotten Tomatoes 10% ze 107 recenzji jest pozytywne, a średnia ocen wyniosła 3,64/10. Na portalu Metacritic średnia ocen z 32 recenzji wyniosła 34 punktów na 100.